# (8539) Laban
(8539) Laban – planetoida z pasa głównego asteroid okrążająca Słońce w ciągu 5 lat i 15 dni w średniej odległości 2,94 au. Została odkryta 19 marca 1993 roku. Przed nadaniem nazwy planetoida nosiła oznaczenie tymczasowe (8539) 1993 FT32.
Nazwana na cześć kota Labana występującego w serii książek dla dzieci o Filonku Bezogonku.